# When I Kissed the Teacher
"When I Kissed the Teacher" é uma canção gravada pelo grupo pop sueco ABBA, lançada no álbum Arrival como a faixa #1. Foi chamada primeiramente de "Rio de Janeiro". A música foi escrita por Benny Andersson e Björn Ulvaeus, enquanto Agnetha Faltskög é a vocalista principal. Suas gravações começaram em 14 de junho de 1976.
A canção também foi incluída na coletânea More ABBA Gold: More ABBA Hits. Benny Andersson considera "When I Kissed the Teacher" uma de suas canções favoritas do ABBA.

## Vídeo
Embora nunca lançada como um single, um videoclipe de "When I Kissed the Teacher" foi feito especialmente para o especial de televisão ABBA-dabba-dooo!! (também conhecido por ABBA From The Beginning), exibido em outubro de 1976. Atualmente, está disponível no DVD de The Definitive Collection.

Cena do videoclipe gravado para o especial ABBA-dabba-dooo!!.

## Versões cover
- A cantora belga Ann Christy gravou a canção em holandês sob o título de "Toen ik de leraar kuste" em 1977.
- O San Francisco Gay Men's Chorus fez um cover da canção em 1977, lançada no álbum ExtrABBAganza!.
- O Studio 99 lançou uma versão no álbum Studio 99 Perform a Tribute to ABBA, Vol. 2, lançado em 2006.
- A banda russa Boney Nem também gravou um cover da canção.

## Na cultura popular
- O ABBA interpretou a música ao vivo no filme ABBA: The Movie (1977).